# Neurigona infuscata
Neurigona infuscata är en tvåvingeart som beskrevs av Van Duzee 1913. Neurigona infuscata ingår i släktet Neurigona och familjen styltflugor. Inga underarter finns listade i Catalogue of Life.